# 稲川大百怪 噂の百物語
『稲川大百怪 噂の百物語』（いながわだいひゃっかい うわさのひゃくものがたり）は、2010年夏に東名阪ネット6とエースクルー・エンタテインメントにより共同制作、放送された怪談を題材としたトークバラエティ番組。全4回。幹事局はテレビ埼玉。

## 概要
毎回、一般人・紗綾・稲川淳二の3人が、それぞれ1話ずつ怪談を披露していくトークバラエティ。「全国から集まったオカルトフリーク」と称する一般人16名と「数々の恐怖体験を持つホラーアイドル」紗綾が自身の体験談を、稲川は“とっておきの話”として持ちネタを披露する。各回には“魑魅魍魎”から一字を採ったサブタイトルが付けられている。
長澤奈央は“案内人”として番組冒頭・末尾のナレーションおよび進行を務める。一般人と紗綾の怪談の後には、稲川による解説や関連した怪談が語られる。ちなみに出演者中で一番怖がっているのはナビゲート役の長澤である。
エンドカードは黒地に白抜き文字で「この物語を信じるか信じないか　それは、あなた次第です」のテロップ。

## 出演者
- 稲川淳二
- 紗綾
- 長澤奈央 - ナビゲート

- 全国から集まったオカルトフリークたち[3]

## 放送内容
「タイトル」：語り手
- 魑の巻（第1回）

1. 「白い子供」：藤田優衣
2. 「足音」：紗綾
3. 「閉ざされた4階」：稲川淳二

- 魅の巻（第2回）

1. 「深夜の仮眠室」：山口亮一
2. 「二人いる」：紗綾
3. 「赤いおにぎり」：稲川淳二

- 魍の巻（第3回）

1. 「雛人形」：上杉奈央
2. 「見られてる」：紗綾
3. 「家族」：稲川淳二

- 魎の巻（第4回）

1. 「押し入れ」：岡本洋平
2. 「鏡に映る姿」：紗綾
3. 「荷車」：稲川淳二

## スタッフ
- 企画：小林洋一（エースクルー・エンタテインメント）
- エグゼクティブプロデューサー：遠藤圭介（テレビ埼玉）
- プロデューサー：泉口麻裕美、梶野元延、関佳史、波多美由紀（三重テレビ）、伊藤義行（KBS京都）、江副純夫（サンテレビ）
- 構成：猫目知弘
- 撮影：岡田栄、射場徳実
- 協力：ユニＪオフィース、ダイスエンタテインメント、写楽、MARVEE、スタジオドールアップ、メディアプラザ
- 演出：林田浩二
- 制作協力：パラダイスピクチャーズ
- 制作著作：エースクルー・エンタテインメント、テレビ埼玉、チバテレビ、サンテレビ、tvk、KBS京都、三重テレビ

## ネット局
| 放送対象地域   | 放送局             | 放送日時                                                | 放送期間                                                                                            | 系列                                   |
| -------------- | ------------------ | ------------------------------------------------------- | --------------------------------------------------------------------------------------------------- | -------------------------------------- |
| 埼玉県         | テレ玉             | 2010年6月15日 - 7月6日 2010年7月11日（『 - Special』）  | 毎週火曜 24:30 - 25:00（全4回） 19:00 - 21:00（一挙再放送）                                         | 独立UHF局 （東名阪ネット6） 共同制作局 |
| 神奈川県       | tvk                | 2010年8月3日 - 24日                                     | 毎週火曜 21:00 - 21:30（全4回）                                                                     | 独立UHF局 （東名阪ネット6） 共同制作局 |
| 千葉県         | チバテレ           | 2010年8月16日 - 19日                                    | 月 - 木曜 22:00 - 22:30（全4回）                                                                    | 独立UHF局 （東名阪ネット6） 共同制作局 |
| 兵庫県         | サンテレビ         | 2010年7月23日 - 8月13日                                 | 毎週金曜 26:20 - 26:50（全4回）                                                                     | 独立UHF局 （東名阪ネット6） 共同制作局 |
| 京都府         | KBS京都            | 2010年8月7日 - 28日                                     | 毎週土曜 25:30 - 26:00（全4回）                                                                     | 独立UHF局 （東名阪ネット6） 共同制作局 |
| 三重県         | 三重テレビ         | 2010年8月11日・12日                                     | 水・木曜 22:15 - 23:15（全2回）                                                                     | 独立UHF局 （東名阪ネット6） 共同制作局 |
| 群馬県         | 群テレ             | 2010年8月4日 - 25日                                     | 毎週水曜 23:30 - 24:00（全4回）                                                                     | 独立UHF局                              |
| 栃木県         | とちテレ           | 2010年8月22日                                           | 日曜 21:15 - 23:15（全1回）                                                                         | 独立UHF局                              |
| 滋賀県         | びわ湖放送         | 2010年8月7日 2010年8月24日 2010年8月28日                | 第1･2回 土曜 20:58 - 21:54 第3回 火曜 19:30 - 20:00 第4回 土曜 20:25 - 20:55                        | 独立UHF局                              |
| 北海道         | HTB                | 2010年8月19日 2010年8月21日 2010年8月28日 2010年9月10日 | 第1回 木曜 10:50 - 11:20 第2回 土曜 15:25 - 15:55 第3回 土曜 16:55 - 17:25 第4回 金曜 25:15 - 25:45 | テレビ朝日系列                         |
| 山口県         | 山口朝日放送       | 2010年7月26日 2010年7月28日 2010年7月29日 2010年8月22日 | 第1回 火曜 14:30 - 15:00 第3回 木曜 15:00 - 15:30 第4回 木曜 15:00 - 15:30 第2回 月曜 25:25 - 25:55 | テレビ朝日系列                         |
| 大分県         | 大分朝日放送       | 2011年8月12日・19日                                     | 金曜 26:20 - 27:20（全2回）                                                                         | テレビ朝日系列                         |
| 沖縄県         | 琉球朝日放送       | 2012年8月28日                                           | 第1回・土曜 10:55 - 11:25                                                                           | テレビ朝日系列                         |
| 鳥取県・島根県 | 日本海テレビ       | 2011年8月16日                                           | 第1回・火曜 26:19 - 26:49                                                                           | 日本テレビ系列                         |
| 岩手県         | 岩手めんこいテレビ | 2012年10月11日 - 10月25日 2012年10月23日                | 毎週木曜 24:40 - 25:10 第3回 火曜 24:40 - 25:10（全4回）                                            | フジテレビ系列                         |
| 宮城県         | 仙台放送           | 2011年8月4日 - 8月25日                                  | 毎週木曜 25:51 - 26:21（全4回）                                                                     | フジテレビ系列                         |
| 全国放送       | エンタメ〜テレ     | 2011年12月3日 - 2012年1月14日                           | 初回：土曜 20:30 - 21:00（全4回）                                                                   | CSチャンネル                           |

## DVD
各7話収録（テレビ放送分＋未公開4話）。販売元：ポニーキャニオン
- 稲川大百怪 噂の百物語 魑の章（2010年8月18日）
- 稲川大百怪 噂の百物語 魅の章（2010年9月15日）
- 稲川大百怪 噂の百物語 魍の章（2010年10月20日）
- 稲川大百怪 噂の百物語 魎の章（2010年11月17日）